# Jarno Saarinen
Jarno Karl Keimo Saarinen (11. srpna 1945, Turku – 20. května 1973, Monza) byl finský motocyklový závodník. V roce 1972 se stal mistrem světa v závodech silničních motocyklů, a to v kubatuře 250 cm³. Je jediným Finem, který titul na Grand Prix získal. V kategorii 350 cm³ si dvakrát připsal celkové druhé místo (1971, 1972). I v ročníku 1973 patřil k velkým favoritům, když ve dvěstěpadesátkách vyhrál první tři závody Grand Prix a v pětistovkách první dva. V pátém závodě sezóny, na Grand Prix Itálie v Monze, se však zabil, když se stal obětí hromadné havárie, stejně jako další vynikající jezdec Renzo Pasolini. Havárie vzbudila obrovské diskuse o bezpečnosti motocyklových závodů a nevoli vůči ocelovým zábradlím, která se v té době budovala kolem tratí kvůli bezpečnosti diváků, která ovšem jezdci přezdívali "kolejnice smrti". Debata ještě zesílila poté, co o sedm týdnů později na stejné trati kvůli těmto zábradlím přišli o život další tři jezdci.